# Binsboumbou
Binsboumbou är en ort i Burkina Faso.   Den ligger i regionen Centre-Sud, i den centrala delen av landet, 60 kilometer sydost om huvudstaden Ouagadougou. Binsboumbou ligger 324 meter över havet och antalet invånare är 1 514.
Terrängen runt Binsboumbou är platt. Närmaste större samhälle är Toanga, 15,6 kilometer norr om Binsboumbou.
Omgivningarna runt Binsboumbou är en mosaik av jordbruksmark och naturlig växtlighet. Runt Binsboumbou är det ganska tätbefolkat, med 86 invånare per kvadratkilometer.